# Franklinothrips
Genre
Franklinothrips est un genre d'insectes thysanoptères de la famille des Aeolothripidae, à distribution pantropicale.

## Biologie

### Reproduction

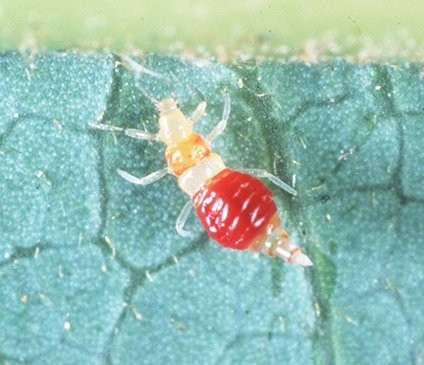
Larve de Franklinothrips vespiformis.

La plupart des espèces sont apparemment bisexuées (on trouve des mâles et des femelles) et ne se reproduisent que dans de zones limitées. Une exception est Franklinothrips vespiformis, qui est unisexuée (on trouve surtout des femelles) et se reproduit dans de nombreux pays tropicaux. Seuls quelques mâles ont été produits dans des programmes d'élevage impliquant Franklinothrips vespiformis.

### Mimétisme
Les femelles, qui se déplacent rapidement, sont souvent prises pour des fourmis ou des guêpes béthylides (superfamille des Chrysidoidea). En particulier, l'espèce africaine Franklinothrips megalops imite fortement des fourmis aussi bien par son comportement que par sa morphologie. Les mâles ressemblent moins aux fourmis de ce dernier point de vue : plus petits, ils portent pourtant des antennes plus longues et ont une taille moins resserrée.

### Alimentation
Franklinothrips orizabensis est connue pour être incapable de survivre uniquement sur des plantes. Cette espèce est utilisée comme agent de lutte biologique contre les thrips dans des plantations d'avocatiers. Elle est commercialisée en Europe, ainsi que Franklinothrips vespiformis, comme agent de lutte contre les thrips dans les serres. Franklinothrips vespiformis  se nourrit aussi d'acariens, de nymphes d'espèces d'aleurodes et de larves d'une mouche agromyzide. Franklinothrips megalops a été utilisée pour lutter contre les thrips dans des « paysages intérieurs ».

## Liste des espèces
- Franklinothrips atlas Hood, 1957 — Congo, Rwanda.
- Franklinothrips basseti Mound & Marullo, 1998 — Forêt tropicale près de Brisbane, Queensland, Australie.
- Franklinothrips brunneicornis Mound & Renaud, 2005 — Nouvelle-Calédonie.
- Franklinothrips caballeroi Johansen, 1979 — Mexique, Costa Rica.
- Franklinothrips fulgidus Hood, 1949 — Sud du Brésil.
- Franklinothrips lineatus Hood, 1949 — Sud du Brésil, Costa Rica.
- Franklinothrips megalops Trybom, 1912 — largement répandue en Afrique, présente aussi en Espagne, en Israël, et dans le Sud de l'Inde.
- Franklinothrips occidentalis Pergande,  —
- Franklinothrips orizabensis Johansen, 1974 — Mexique, Sud de la Californie.
- Franklinothrips rarosae Reyes, 1994 — Philippines.
- Franklinothrips strasseni Mound & Reynaud, 2005 — Népal.
- Franklinothrips suzukii Okajima, 1979 — Taiwan.
- Franklinothrips tani Mirab-balou & Chen, 2011 — Chine.
- Franklinothrips tenuicornis Hood, 1915 — du Panama jusqu'au Sud du Brésil.
- Franklinothrips uttarakhandiensis Vijay Veer, 2010
- Franklinothrips variegatus Girault, 1927 — Australie.
- Franklinothrips vespiformis (Crawford DL, 1909) — Amérique centrale, introduite dans de nombreux pays tropicaux, dont le Sud des États-Unis, le Japon, la Nouvelle-Calédonie, l'Australie.

Les trois espèces néotropicales, Franklinothrips orizabensis, Franklinothrips tenuicornis et Franklinothrips vespiformis sont étroitement apparentées.
Les espèces Franklinothrips megalops, Franklinothrips rarosae et Franklinothrips variegatus, semblent appartenir à une cline des régions tropicales de l'Ancien monde, de l'Afrique à l'Australie, Franklinothrips rarosae étant intermédiaire aussi bien par son aspect que par sa distribution.
Le seul genre étroitement lié à Franklinothrips  est Corynothripoides de l'Afrique, et son unique espèce, Corynothripoides marginipennis, pourrait même appartenir au même genre.
Franklinothrips caballeroi  et Franklinothrips suzukii  sont peut-être une seule et même espèce, l'une des deux ayant été diffusée par le commerce horticole.

## Classification
Le nom valide complet (avec auteur) de ce taxon est Franklinothrips Back (d), 1912.
Franklinothrips a pour synonymes :
- Mitothrips Trybom, 1912
- Spathiothrips Richter, 1928

## Étymologie
Le nom générique est dérivé du nom de famille de l'entomologiste américain Henry James Franklin (d) (1883-1958), qui a décrit les taxons de thrips dans les années 1900 ; le nom du genre de thrips, Frankliniella, a la même origine. Franklin a travaillé au département d'entomologie de l'université du Massachusetts d'Amherst dans les années 1930.